# Списък с епизоди на „Х-Мен: Еволюция“
Това е списъкът с епизоди на анимационния сериал „Х-Мен: Еволюция“ с оригиналните дати на излъчване в САЩ и България. Заглавията на епизодите от първи до трети сезон се показват в началото на всеки епизод и затова биват превеждани. В четвърти сезон обаче не се показват и остават непреведени. Тяхната трансалция в този списък е неофициална.

## Сезон 1
| Номер | Заглавие                                                | Първо излъчване в САЩ | Първо излъчване в България |
| ----- | ------------------------------------------------------- | --------------------- | -------------------------- |
| 01    | „Стратегия Х“ (Strategy X)                              | 4 ноември 2000 г.     | 4 януари 2008 г.           |
| 02    | „Х Импулс“ (The X-Impulse)                              | 11 ноември 2000 г.    | 7 януари 2008 г.           |
| 03    | „Вербуването на Плевел“ (Rogue Recruit)                 | 18 ноември 2000 г.    | 7 януари 2008 г.           |
| 04    | „Сблъсъкът на мутантите“ (Mutant Crush)                 | 20 ноември 2000 г.    | 8 януари 2008 г.           |
| 05    | „Острие и Живак“ (Speed and Spyke)                      | 2 декември 2000 г.    | 8 януари 2008 г.           |
| 06    | „Средната вселена“ (Middleverse)                        | 27 януари 2001 г.     | 9 януари 2008 г.           |
| 07    | „Обръщането на Плевел“ (Turn of the Rogue)              | 3 февруари 2001 г.    | 9 януари 2008 г.           |
| 08    | „Операторът Острие“ (Spykecam)                          | 10 февруари 2001 г.   | 10 януари 2008 г.          |
| 09    | „Оцелява само най-способният“ (Survival of the Fittest) | 3 март 2001 г.        | 10 януари 2008 г.          |
| 10    | „Мрачно минало“ (Shadowed Past)                         | 31 март 2001 г.       | 11 януари 2008 г.          |
| 11    | „Зловещо напомняне“ (Grim Reminder)                     | 14 април 2001 г.      | 11 януари 2008 г.          |
| 12    | „Точка на кипене, първа част“ (The Cauldron Part 1)     | 5 май 2001 г.         | 14 януари 2008 г.          |
| 13    | „Точка на кипене, втора част“ (The Cauldron Part 2)     | 12 май 2001 г.        | 14 януари 2008 г.          |

## Сезон 2
| Номер | Заглавие                                                | Първо излъчване в САЩ | Първо излъчване в България |
| ----- | ------------------------------------------------------- | --------------------- | -------------------------- |
| 14    | „Неволи на растежа“ (Growing Pains)                     | 29 септември 2001 г.  | 9 юни 2008 г.              |
| 15    | „Бим-Бам-Бум!“ (Bada-Bing Bada-Boom!)                   | 6 октомври 2001 г.    | 9 юни 2008 г.              |
| 16    | „Прилив на енергия“ (Power Surge)                       | 13 октомври 2001 г.   | 10 юни 2008 г.             |
| 17    | „Забава и игри“ (Fun and Games)                         | 20 октомври 2001 г.   | 10 юни 2008 г.             |
| 18    | „Звяра на Бейвил“ (Beast of Bayville)                   | 27 октомври 2001 г.   | 11 юни 2008 г.             |
| 19    | „По течението“ (Adrift)                                 | 3 ноември 2001 г.     | 11 юни 2008 г.             |
| 20    | „Африканска буря“ (African Storm)                       | 17 ноември 2001 г.    | 12 юни 2008 г.             |
| 21    | „Авантюри“ (Joyride)                                    | 1 декември 2001 г.    | 12 юни 2008 г.             |
| 22    | „На крилете на ангела“ (On Angel's Wings)               | 15 декември 2001 г.   | 13 юни 2008 г.             |
| 23    | „Хипнотизаторът“ (Mindbender)                           | 26 януари 2002 г.     | 13 юни 2008 г.             |
| 24    | „Танцът на сенките“ (Shadow Dance)                      | 2 февруари 2002 г.    | 16 юни 2008 г.             |
| 25    | „Отстъплението“ (Retreat)                               | 16 февруари 2002 г.   | 16 юни 2008 г.             |
| 26    | „Разходка из дивото“ (Walk on the Wild Side)            | 2 март 2002 г.        | 17 юни 2008 г.             |
| 27    | „Операция: Прераждане“ ("Operation: Rebirth")           | 30 март 2002 г.       | 17 юни 2008 г.             |
| 28    | „Хикс фактор“ (The Hex Factor)                          | 20 април 2002 г.      | 18 юни 2008 г.             |
| 29    | „Ден на разплата, първа част“ (Day of Reckoning Part 1) | 11 май 2002 г.        | 18 юни 2008 г.             |
| 30    | „Ден на разплата, втора част“ (Day of Reckoning Part 2) | 11 май 2002 г.        | 19 юни 2008 г.             |

## Сезон 3
| Номер | Заглавие                                                                | Първо излъчване в САЩ | Първо излъчване в България |
| ----- | ----------------------------------------------------------------------- | --------------------- | -------------------------- |
| 31    | „Възстановяване“ (Day of Recovery)                                      | 14 септември 2002 г.  | 7 юни 2009 г.              |
| 32    | „Мутанти-герои“ (The Stuff of Heroes)                                   | 21 септември 2002 г.  | 14 юни 2009 г.             |
| 33    | „Отново на училище“ (Mainstream)                                        | 28 септември 2002 г.  | 21 юни 2009 г.             |
| 34    | „Мутанти-злодеи“ (The Stuff of Villains)                                | 5 октомври 2002 г.    | 28 юни 2009 г.             |
| 35    | „Задънена улица“ (Blind Alley)                                          | 19 октомври 2002 г.   | 5 юли 2009 г.              |
| 36    | „Хикс-тремни мерки“ (X-Treme Measures)                                  | 2 ноември 2002 г.     | 12 юли 2009 г.             |
| 37    | „Жабокът, вещицата и гардероба“ (The Toad, the Witch, and the Wardrobe) | 9 ноември 2002 г.     | 19 юли 2009 г.             |
| 38    | „Обсебена от себе си“ (Self Possessed)                                  | 16 ноември 2002 г.    | 26 юли 2009 г.             |
| 39    | „Заключеният страж“ (Under Lock and Key)                                | 30 ноември 2002 г.    | 2 август 2009 г.           |
| 40    | „Оръжие Х23“ (X23)                                                      | 2 август 2003 г.      | 9 август 2009 г.           |
| 41    | „Екскурзията“ (Cruise Control)                                          | 23 август 2003 г.     | 30 август 2009 г.          |
| 42    | „Тъмни хоризонти, първа част“ (Dark Horizon Part 1)                     | 9 август 2003 г.      | 16 август 2009 г.          |
| 43    | „Тъмни хоризонти, втора част“ (Dark Horizon Part 2)                     | 16 август 2003 г.     | 23 август 2009 г.          |

## Сезон 4
| Номер | Заглавие                                    | Първо излъчване в САЩ | Първо излъчване в България |
| ----- | ------------------------------------------- | --------------------- | -------------------------- |
| 44    | „Сблъсък“ (Impact)                          | 30 август 2003 г.     | 3 октомври 2010 г.         |
| 45    | „Лошо дело“ (No Good Deed)                  | 6 септември 2003 г.   | 16 август 2009 г.          |
| 46    | „Мишена Х“ (Target X)                       | 13 септември 2003 г.  | 3 октомври 2010 г.         |
| 47    | „Синовни грехове“ (Sins of the Son)         | 20 септември 2003 г.  | 23 август 2009 г.          |
| 48    | „Бунтът“ (Uprising)                         | 27 септември 2003 г.  | 4 октомври 2010 г.         |
| 49    | „Гамбит в действие“ (Cajun Spice)           | 4 октомври 2003 г.    | 30 август 2009 г.          |
| 50    | „Привидението“ (Ghost of a Chance)          | 11 октомври 2003 г.   | 6 септември 2009 г.        |
| 51    | „Възнесение, първа част“ (Ascension Part 1) | 18 октомври 2003 г.   | 6 септември 2009 г.        |
| 52    | „Възнесение, втора част“ (Ascension Part 2) | 25 октомври 2003 г.   | 13 септември 2009 г.       |